# الحيوانات والنباتات المستأنسة في أسترونيزيا

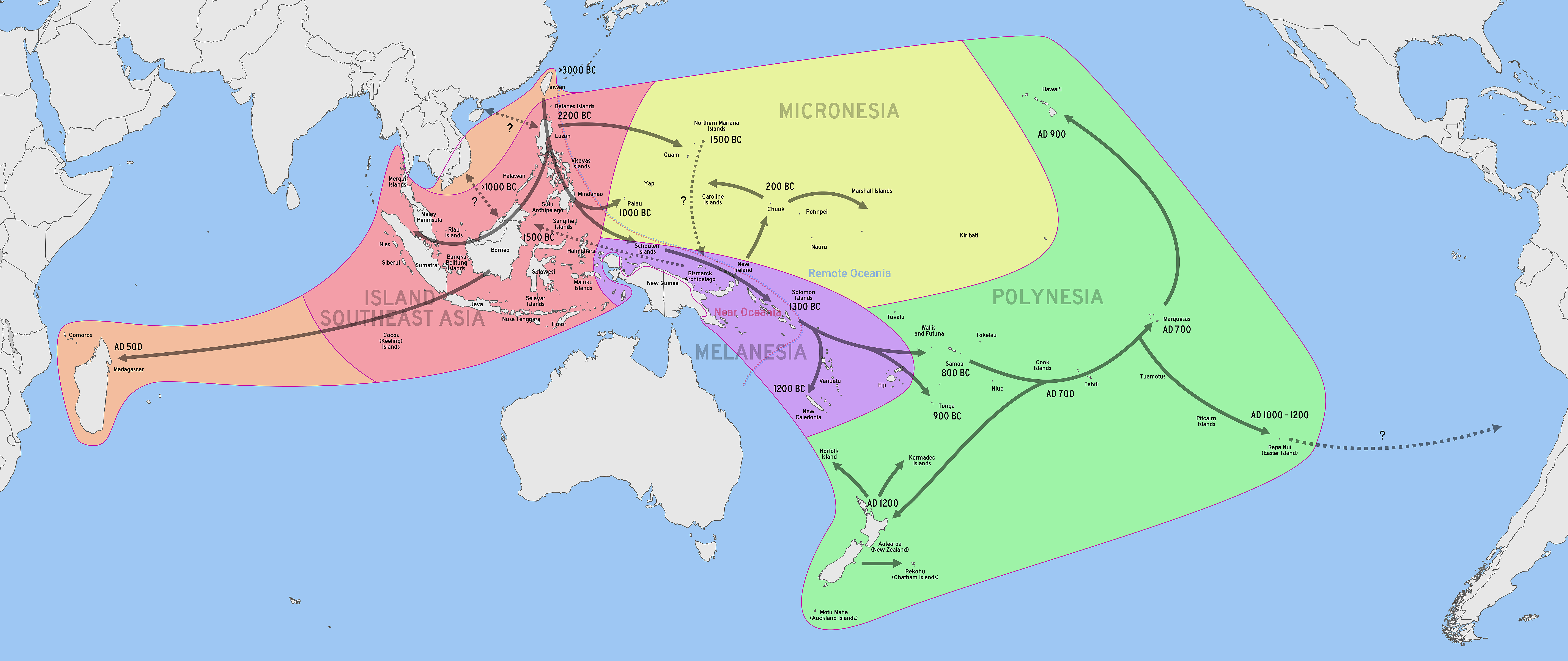
التوزيع الزمني للشعوب الأسترونيزية في منطقة المحيط الهادئ الهندي.

أحد أهم أحداث الهجرة البشرية هو استيطان الشعوب الأسترونيزية في جزر المحيط الهادئ والهندي، والذي يُعتقد أنه بدأ قبل حوالي 5500 إلى 4000 على الأقل (3500 إلى 2000 قبل الميلاد). ترافقت هذه الهجرات بنقل مجموعات من الحيوانات والنباتات المُستأنَسة وشبه المُستأنَسة والمتعايشة عبر سفن الشحن والطوافات، مكن ذلك الأسترونيين الأوائل من النجاة في جزر إقليم جنوب شرق آسيا البحري، وأوقيانوسيا القريبة (ميلانيزيا)، وأوقيانوسيا البعيدة (ميكرونيسيا وبولنيزيا)، ومدغشقر، وجزر كومورو.
تتضمن محاصيل وحيوانات يُعتقد أن أصلها يعود إلى حضارتي هيمودو وماجيابانغ في الأراضي ما قبل الأسترونيزية الافتراضية في البر الصيني، بالإضافة إلى نباتات وحيوانات أخرى يُعتقد أنها استُؤنست لأول مرة في الصين، وجزر جنوب شرق آسيا، وغينيا الجديدة. وتُعرف بعض هذه النباتات أيضًا باسم «نباتات الزورق» خصوصًا في سياق الهجرات البولينزية. لا يشمل ذلك النباتات والحيوانات المُدخلة في فترة التاريخ المسجل.

## النباتات
تتضمن النباتات المستأنسة، ونصف المستأنسة، والمتعايشة التي حملها المسافرون الأسترونيزيين التالي:

### جوز الشموع

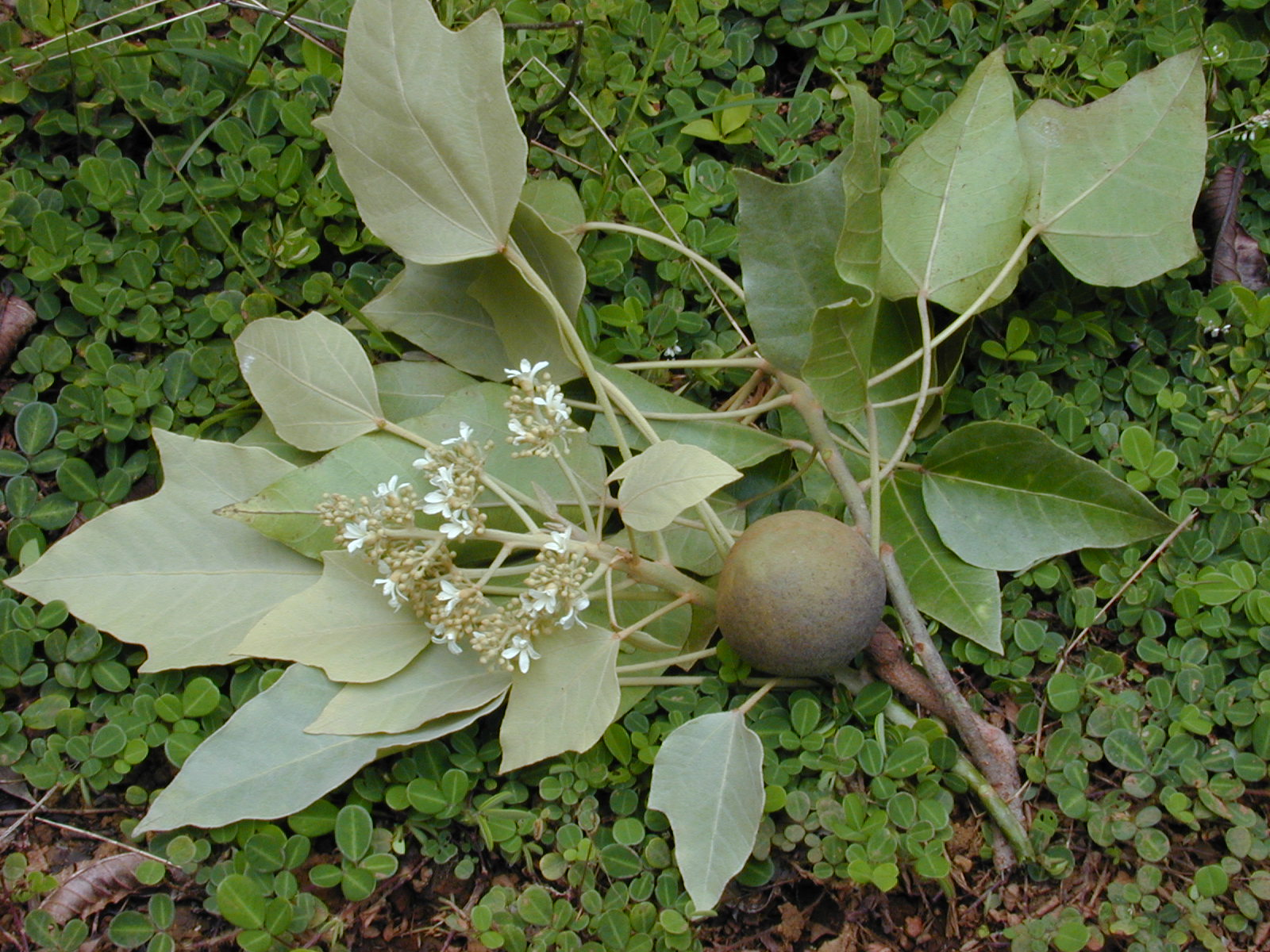
أوراق وزهور جوز الشموع من ماوي.

أو الألوريتس والذي استُؤنِس لأول مرة في جزر جنوب شرق آسيا. اكتُشفت بقايا لزراعة جوز الشموع في مواقع أثرية في تيمور وموروتاي غرب أندونيسيا تعود إلى ما قبل 12,000 سنة و11,000 سنة على التوالي. وُجدت أدلة أثرية على زراعة جوز الشموع ترجع إلى العصر الحجري الحديث في مواقع لحضارة توالين جنوب سولاوسي تعود إلى ما قبل 3,700 إلى 2,300 سنة. أُدخل جوز الشموع إلى جزر المحيط الهادئ بشكل واسع من قبل المسافرين الأسترونيزيين الأوائل وأصبحت من نباتات الجزر البركانية العالية.
توجد استخدامات عديدة للألوريتس ويمكن استعمال جميع أجزاء النبات، والسبب الرئيسي لزراعته هو محتوى البذور المرتفع من الزيت. استُخدم بشكل واسع للإنارة، قبل التعرف على مصادر الإضاءة الأخرى، ولذلك يُطلق عليه اسم «جوز الشموع». كانت البذور تُثبَّت على العرق الوسطي لورقة جوز الهند ومن ثم تُشعل. تبقى كل بذرة قرابة ثلاث دقائق حتى تشتعل وبعدها يمكن استخدام السلسلة كالمشعل. يوجد تقليد استخدام جوز الشموع في صناعة المشاعل في كلّ من جنوب شرق آسيا وأوقيانوسيا. يمكن أيضًا استخدام زيت جوز الشموع المستخرج من البذور في المصابيح بشكل مباشر، ويمكن استخدامه أيضًا في صناعة الصابون، والمراهم، وكمادة حافظة لمعدات صيد الأسماك. تتضمن الاستخدامات التقليدية أيضًا استخدام الخشب في صناعة الزوارق الصغيرة والمنحوتات، واستخدام العصارة كطلاء ولاستخراج الصمغ، وتستخدم أغلفة البذور في الزينة (بما يعرف باسم اكليل زهور «لِيْ»)، وفي صناعة خطاطيف صيد الأسماك، والدمى، وفي صناعة الصبغات سوداء اللون؛ ويستخدم اللحاء لصناعة المستحضرات الدوائية. تستخدم بعض الأصناف غير السامة أيضًا كتوابل أو مكونات رئيسية في مطابخ جنوب شرق آسيا والمحيط الهادئ.

### قلقاس آذان الفيل
استُؤنس أولًا في الفيليبين، ولكنه يُعرف من العينات البرية التي تعود إلى الأسترونيزيين الأوائل في تايوان. انتشر ابتداءً من الفليبين نحو الخارج باتجاه جزر جنوب شرق آسيا، ونحو الشرق باتجاه أوقيانوسيا حيث أصبح أحد محاصيل الغذاء الرئيسية بالنسبة لسكان جزر المحيط الهادئ. هو أحد أنواع القلقاس الأربعة الرئيسية التي يزرعها الأسترونيزيون بشكل رئيسي كمصدرٍ للنشاء، والأنواع الأخرى هي Amorphophallus paeoniifolius، وColocasia esulenta، وCyrtosperma merkusii، ولكل منها العديد من الأصناف المزروعة. أوراقها وسوقها مأكولة بعد أن تُطهى، رغم أن قلقاس آذان الفيل من النادر أن يؤكل لاحتوائه على كميات كبيرة من بلورات أوكزالات وكربونات الكالسيوم الإبرية التي تسبب الحكة.

### قلقاس رجل الفيل

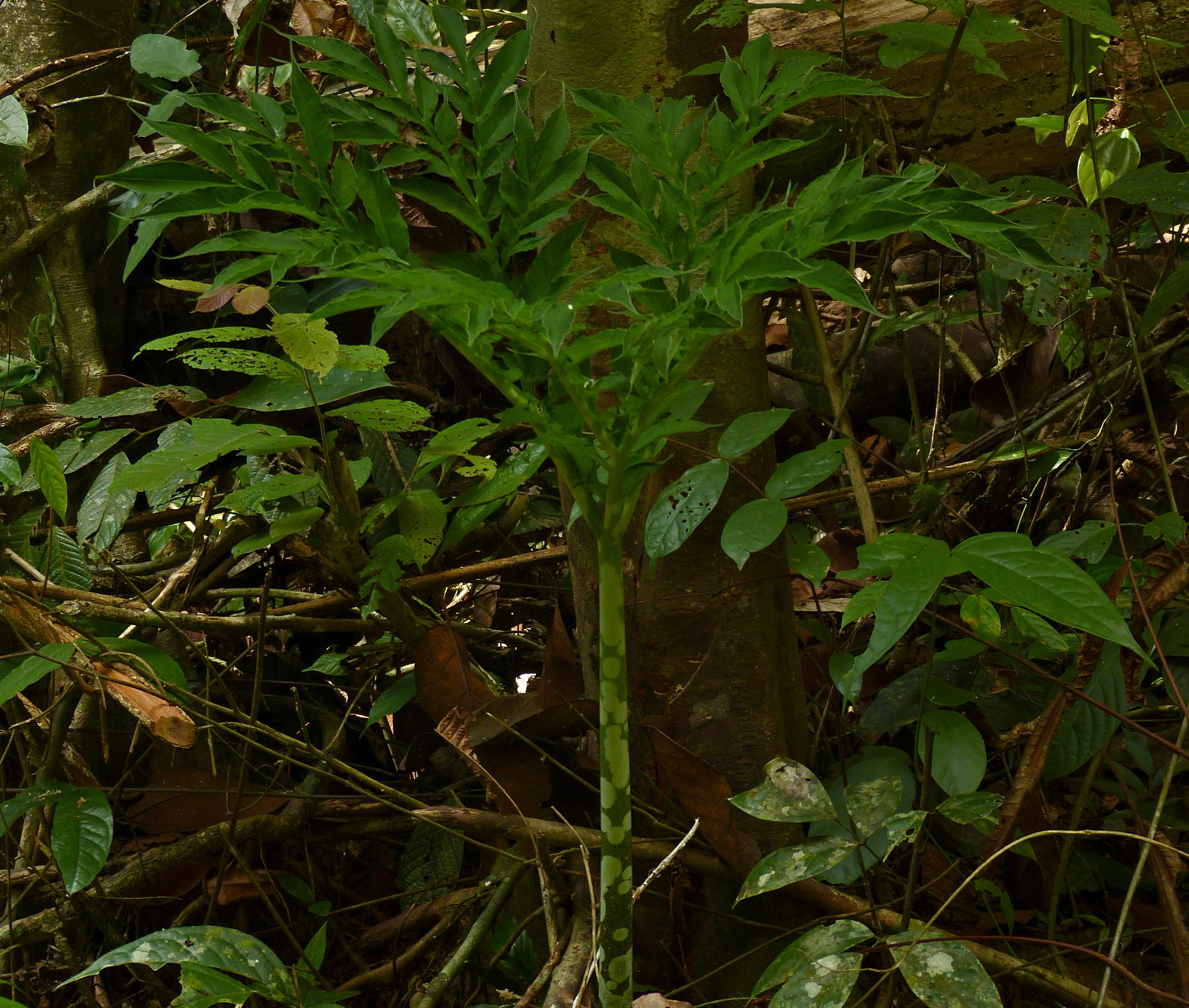
قلقاس رجل الفيل في ماليزيا.

أو قلقاس بقعة البيضاء العملاق، ويستخدم طعامًا في جزر جنوب شرق آسيا، وفي الهند الصينية وجنوب آسيا. اعتُبرت الهند في السابق موطن نشوئه ومركز استئناسه، حيث يستعمل على أوسع نطاق كمصدر غذائي في الأزمنة الحديثة. ولكن أظهرت دراسة جينية في عام 2017 أن المجتمعات الهندية من قلقاس رجل الفيل تمتلك تنوعًا وراثيا ًمنخفضًا مقارنة بنظيرتها في جزر جنوب شرق آسيا، ولذلك يُعتَقد الآن أن موطن نشوء قلقاس رجل الفيل هو جزر جنوب شرق آسيا، وأنه انتشر نحو الغرب إلى تايلند والهند، ونتج عن ذلك ثلاث عمليات استئناس منفصلة. وانتشر أيضًا من جزر جنوب شرق آسيا نحو الغرب البعيد باتجاه مدغشقر، ونحو الشرق باتجاه سواحل غينيا الجديدة وأوقيانوسيا، وحصل ذلك بواسطة الأسترونيزيين. رغم أنه انتشر نحو الجنوب إلى أستراليا دون تدخل بشري.
قلقاس رجل الفيل هو أحد أنواع القلقاس الأربعة التي زرعها الأسترونيزيون كمصدر للنشاء، وهو أقلها أهمية، كان يؤكل فقط كغذاء في المجاعات، نظرًا لاحتوائه على كمية كبيرة من بلورات أوكزالات وكربونات الكالسيوم الإبرية التي تسبب التهيج في حال لم يُطبخ بعناية.

### جنس الخبزية
زرِع وجُمع العديد من أنواع الجنس Atrocarpus شبه المستأنسة أو البرية قديمًا في جزر جنوب شرق آسيا وميكرونيزيا من أجل استخدامها في الغذاء، والخشب، والطب الشعبي، ولاستخدامات أخرى. تتضمن الأنواع: Artocarpus anisophyllus، والخبزية متغايرة الأوراق Artocarpus heterophyllus، وArtocarpus integer، وArtocarpus lacucha، وArtocarpus mariannensis، والعديد من الأنواع الأخرى، أكثرها أهمية بما يتعلق بالتوسع الأسترونيزي هو الخبزية البذرية Artocarpus camansi والخبزية عديمة البذور Artocarpus altilis. وفقًا لدراسات تحليل البصمة الوراثية، النوع البري البذري Artocarpus camansi هو جد النوع Artocarpus altilis وموطنه الأصلي هو غينيا الجديدة، وجزر مالوكو، والفليبين. استؤنس النوع A. camansi وأجري عليه اصطفاء اصطناعي في بولينيزيا، معطيًا النوع عديم البذور تقريبًا A. altilis. أظهرت نباتات الخبزية في ميكرونيزيا دليلًا على حدوث تهجين للنوع المحلي A. mariannensis، في حين أن غالبية الأصناف المزروعة البولينيزية والميلانيزية لم تظهر ذلك. هذا يدل على حدوث هجريتين منفصلتين نحو ميكرونيزيا من بولينيزيا وميلانيزيا، والتقت الهجرتان لاحقًا في شرق ميكرونيزيا.

#### الخبزية متخالفة الأوراق
استُؤنست بشكل مستقل في جنوب آسيا وجنوب شرق آسيا، بدليل أن الأسماء الجنوب شرق آسيوية ليست مشتقة من جذور سنسكريتية. من المحتمل أنها استؤنست لأول مرة من قبل الأسترونيزيين في جاوة أو في شبه جزيرة ماليو.

#### نباتات البامبو التابعة لفوق فصيلة
وُجِد العديد من أنواع البامبو في جزر جنوب شرق آسيا، وفي بر جنوب شرق آسيا، وفي شرق آسيا وجنوبها. في المناطق الأسترونيزية، توجد أسماء مختلفة لأنواع البامبو المختلفة، ولمنتجاتها أيضًا. تُستخدم بأشكال مختلفة كمواد بناء، وأدوات لصيد الأسماك، وكآلات موسيقية، وسكاكين، وأوعية للماء والطعام، وغيرها. تعتبر براعم البامبو مصدر غذاء في جنوب شرق آسيا. نُقلت أنواع قليلة من نباتات البامبو من قبل المستوطنين الأسترونيزيين الذين استوطنوا جزر المحيط الهادئ. من ضمن تلك الأنواع Schizostachyum glaucifolium والبامبو الشائع Bambusa vulgaris والبامبو الشوكي Bambusa bambos.

#### البروسونتة الورقية
تُعرف باسم «تابا» في منطقة المحيط الهادئ، ونشأت في المناطق شبه الاستوائية في البر الآسيوي وهي واحدة من أفضل الأدلة على فرضية «الخروج من تايوان» في التوسع الأسترونيزي. تتبعت العديد من الدراسات الجينية أصل مجتمعات البروسونتة الورقية في مناطق أوقيانوسيا البعيدة على طول الطريق إلى تايوان عبر غينيا الجديدة وسولاوسي. تنحدر البروسونتة الورقية في الفيليبين، على مسار التوسع في الغالب من عمليات الإدخال الحديثة التي حصلت في عام 1935. يُفترض أن البروسونتة الورقية التي أُدخِلت قديمًا انقرضت في عصور ما قبل التاريخ نتيجة لاستبدال منتجاتها بالأقمشة المنسوجة يدويًا. نظرًا إلى أن البروسونتة الورقية لا توجد بشكل بري ويقتصر وجودها على الزراعة البشرية. ومع ذلك فإن غيابها في الفيليبين يؤكد أن أصولها تعود إلى تايوان، وليس جزر جنوب شرق آسيا. بالإضافة إلى أن مجتمعات البروسونتة الورقية في غينيا الجديدة تظهر انسياب مورثات من توسع آخر خارج الهند الصينية وجنوب الصين.